# スペインのサッカークラブ一覧
スペインのサッカークラブ一覧（List of football clubs in Spain）は、スペイン国内に本拠地を置くサッカークラブの一覧である。
太字になっているクラブはプリメーラ・ディビシオン (1部)に所属したことがあるクラブ。括弧は（設立年 - 解散年)。また、各クラブのリザーブチームは記載しない。

## アストゥリアス州
- レアル・アビレスCF (1903 - )
- スポルティング・デ・ヒホン (1905 - )
- カウダル・デポルティーボ (1918 - )
- CPラ・フェルゲラ (1918 - 1961)
- レアル・オビエド (1926 - )
- CDエンシデサ (1956 - 1983)
- UPラングレオ (1961 - )

## アラゴン州
- イベリアSC (1916 - 1932)
- レアル・サラゴサ (1932 - )
- UDウエスカ (1940 - 1956)
- SDウエスカ (1960 - )

## アンダルシア州
- レクレアティーボ・ウェルバ (1889 - )
- セビージャFC (1890 - )
- レアル・ベティス (1907 - )
- アルヘシラスCF (1909 - )
- カディスCF (1910 - )
- レアル・バロンペディカ・リネンセ (1912 - )
- レアル・ハエンCF (1922 - )
- グラナダCF (1931 - )
- ヘレス・クルブ (1932 - 1946)
- CDマラガ (1933 - 1992)
- RCDコルドバ (1934 - )
- エシハ・バロンピエ (1939 - )
- CDサン・フェルナンド (1940 - 2009)
- ヘレスCD (1947 - )
- CAアルメリア (1947 - 1960)
- CAマルベジャ (1947 - 1997)
- マラガCF (1948 - )
- アトレティコ・サンルケーニョCF (1948 - )
- コルドバCF (1951 - )
- リナーレスCF (1960 - 1990)
- CPエヒド (1969 - 2012)
- ADアルメリア (1971 - 1982)
- UDアルメリア (1989 - )

## エストレマドゥーラ州
- CDバダホス (1905 - 2012)
- CPメリダ (1912 - 2000)
- CPカセレーニョ (1919 - )
- CFエストレマドゥーラ (1924 - 2010)
- エストレマドゥーラUD (2007 - )

## カスティーリャ・イ・レオン州
- ブルゴスCF (1922 - 1983)
- SDポンフェラディーナ (1922 - )
- UDサラマンカ (1923 - 2013)
- CDミランデス (1927 - )
- レアル・バリャドリード (1928 - )
- クルトゥラル・レオネサ (1939 - )
- CDヌマンシア (1945 - )
- パレンシアCF (1960 - 1986)
- サモラCF
- レアル・ブルゴスCF (1983 - )
- ウニオニスタス・デ・サラマンカCF (2013 - )

## カスティーリャ・ラ・マンチャ州
- CDトレド (1928 - )
- アルバセテ・バロンピエ (1940 - )
- CDグアダラハラ (1947 - )
- CFカルボ・ソテロ (1948 - 1999)
- CFタラベラ・デ・ラ・レイナ (2011 - )

## カタルーニャ州
- パラモスCF (1898 - )
- FCバルセロナ (1899 - )
- RCDエスパニョール (1900 - )
- CEサバデル (1903 - )
- CFバダロナ (1903 - )
- タラサFC (1906 - )
- CEエウロパ (1907 - )
- UEサン・アンドレウ (1909 - )
- CFレウス・デポルティウ (1909 - 2020)
- ジムナスティック・タラゴナ (1914 - )
- UEフィゲレス (1919 - 2007)
- ジローナFC (1930 - )
- CDコンダル (1934 - 1970)
- UEリェイダ (1947 - 2011)
- UEコスタ・ブラバ (1947 - )
- CEルスピタレート (1957 - )

## カナリア諸島州
- CDテネリフェ (1922 - )
- UDラス・パルマス (1949 - )
- UDベシンダリオ (1962 - 2015)
- ウニベルシダ・デ・ラス・パルマスCF (1994 - 2011)

## ガリシア州
- デポルティーボ・ラ・コルーニャ (1906 - )
- ラシン・フェロル (1919 - )
- RCセルタ・デ・ビーゴ (1923 - )
- UDオレンサナ (1935 - 1952)
- ポンテベドラCF (1941 - )
- SGルセンセ (1943 - 1952)
- アローサSC (1945 - )
- CDオウレンセ (1952 - 2014)
- CDルーゴ (1953 - )
- SDコンポステラ (1962 - 2006)

## カンタブリア州
- ラシン・サンタンデール (1913 - )
- ヒムナスティカ・デ・トレラベガ (1907 - )

## ナバラ州
- CAオサスナ (1920 - )
- CDトゥデラーノ (1935 - )

## バスク州
- アスレティック・ビルバオ (1898 - )
- レアル・ソシエダ (1909 - )
- アレナス・クルブ・デ・ゲチョ (1909 - )
- CDバスコニア (1913 - )
- レアル・ウニオン (1915 - )
- SDエランディオ・クルブ (1915 - )
- セスタオ・スポルト・クルブ (1916 - 1996)
- バラカルドCF (1917 - )
- デポルティーボ・アラベス (1921 - )
- SDインダウチュ (1924 - )
- SDアモレビエタ (1925 - )
- SDエイバル (1940 - )
- ベルメオFT（1950 - ）

## バレアレス諸島州
- RCDマジョルカ (1916 - )
- CDアトレティコ・バレアレス (1920 - )
- CEコンスタンシア (1922 - )
- UDイビサ (2014 - )

## バレンシア州
- アリカンテCF (1918 - 2014)
- バレンシアCF (1919 - )
- CDエルデンセ (1921 - )
- エルクレスCF (1922 - )
- UDアルシーラ (1922 - )
- エルチェCF (1923 - )
- CDアルコヤーノ (1928 - )
- オンティニエンテCF (1931 - 2021)
- レバンテUD (1939 - )
- CDカステリョン (1939 - )
- ビジャレアルCF (1942 - )
- オリウエラ・デポルティーバCF (1944 - 1995)
- CFインテルシティ (2017 - )

## マドリード州
- レアル・マドリード (1902 - )
- アトレティコ・マドリード (1903 - )
- ADフェロビアリア (1918 - )
- ラージョ・バジェカーノ (1924 - )
- CDレガネス (1928 - )
- ADプルス・ウルトラ (1930 - 1972)
- CDCモスカルド (1945 - )
- ヘタフェ・デポルティーボ (1946 - 1983)
- ADアルコルコン (1971 - )
- CFフエンラブラダ (1975 - )
- CFラージョ・マハダオンダ (1976 - )
- ヘタフェCF (1983 - )
- インテルナシオナル・デ・マドリード (2002 - )

## ムルシア州
- レアル・ムルシア (1919 - )
- カルタヘナFC (1919 - 1952)
- FCカルタヘナ (1940 - )
- CDアバラン (1948 - 1967)
- シウダ・デ・ムルシア (1999 - 2007)
- ロルカ・デポルティーバCF (2002 - 2012)
- ロルカFC (2003 - )
- UCAMムルシアCF (2006 - )

## ラ・リオハ州
- CDログロニェス (1940 - 2009)
- CDカラオラ (1946 - )
- UDログロニェス (2009 - )
- SDログロニェス (2009 - )

## 海外領土
- SDセウタ (1932 - 1956)
- UEメリリャ (1943 - 1956)
- ADセウタFC (1956 - )
- メリリャCF (1976 - )

## スペイン領モロッコ
1912年から1956年まで存在したスペインの海外領土
- アトレティコ・テトゥアン (1933-1956)
- UDエスパーニャ (1936 - 1956)

## 越境参加
本拠地はアンドラ公国に置いているが、スペインサッカー連盟にクラブを登録しているクラブ。リーグ戦はスペインのリーグに出場している。
- FCアンドラ (1942 - )